# Julie Gibson
Julie Gibson (nacida Gladys Camille Soray; 6 de septiembre de 1913 – 2 de octubre de 2019) fue una cantante y actriz de radio, televisión y cine estadounidense que desarrolló su carrera en el cine durante la década de 1940. Gibson, que se retiró de la industria en 1984, era conocida por su trabajo junto a Los Tres Chiflados. También colaboró con Orson Welles, John Huston, Ida Lupino y The Bowery Boys.

## Primeros años
Gibson nació en  Lewiston, Idaho, el 6 de septiembre de 1913, hija de Grover Cleveland Soray y Maude M. (de soltera Peregrine) Soray. Se graduó en el Lewiston High School. Ella y su hermana mayor, Rea, entretenían a las comunidades locales de teatro y música, Julie cantaba y su hermana tocaba el ukelele en armonía, antes de iniciar un espectáculo conocido como «Camille Soray and Her Girlfriends», que actuaba en The Granada Theatre.

## Carrera
Gibson, tras actuar en el Victor Club de Portland, se unió a la orquesta de Bob Young como solista en 1935 actuando para la emisora de radio KSL de Salt Lake City y, tras ganar un concurso de talentos, se unió a la orquesta de Eddie Duchin pagando emisiones sindicadas desde Los Ángeles. Se dio a conocer cantando con la orquesta de Jimmie Grier en 1937. Ese mismo año, se unió al reparto del programa de radio de Joe Penner. Hizo sus primeras apariciones en el cine con pequeños papeles en las películas Nice Girl? y The Feminine Touch (ambas de 1941).[cita requerida] Su primer papel protagonista fue en la película de 1944 Lucky Cowboy. Le siguieron una serie de papeles protagonistas en películas como Chick Carter, Detective, Bowery Buckaroos y Are You with It? También apareció en las películas de los Tres Chiflados Three Smart Saps y Sock-a-Bye Baby.[cita requerida]
«Insatisfecha con los papeles que le daban, Gibson rompió su contrato con Paramount y se marchó a París, donde sustituyó a Faye Emerson en una serie semanal filmada, Paris Cavalcade of Fashions, para cadenas de cine estadounidenses. En la capital francesa, Gibson se convirtió en representante de prensa de la Fox y fue asignada a las películas de Huston Moulin Rouge (1952) y Beat the Devil (1953)».
En la década de 1950, la carrera de Gibson se vio relegada principalmente a papeles secundarios de tamaño medio o pequeño en películas y en televisión. En los años 60, trabajó como supervisora de diálogos en dos docenas de episodios de la comedia de televisión Family Affair.[cita requerida] También trabajó como profesora de acento para ayudar a los actores de cine a hablar de forma adecuada a los orígenes de sus personajes. Gibson también dobló las voces de Betty Hutton y Diana Lynn en algunas películas. También viajó a Europa y puso voces en inglés a estrellas extranjeras en películas italianas y francesas.

## Vida personal
El 18 de marzo de 1939, Gibson se casó con el director de orquesta Jimmy Grier en Tucson, Arizona. En octubre de 1940 solicitó el divorcio, que le fue concedido el 26 de noviembre de 1940. Su matrimonio con Dean Dillman terminó en divorcio en 1967. Estuvo casada con el actor y director de cine Charles Barton desde 1973 hasta su muerte en 1981. Tuvo 5 hijos. Gibson fue entrevistada por The Three Stooges Journal en 2004.[cita requerida] Celebró su 105 cumpleaños en septiembre de 2018. Gibson murió mientras dormía en North Hollywood, Los Ángeles, el 2 de octubre de 2019, a la edad de 106 años.

## Filmografía
| Año  | Título                   | Papel                     | Notas         |
| ---- | ------------------------ | ------------------------- | ------------- |
| 1941 | Nice Girl?               | Chica                     | Sin acreditar |
| 1941 | The Feminine Touch       | Cantante de club nocturno | Sin acreditar |
| 1942 | Here We Go Again         | Guía de chicas            | Sin acreditar |
| 1943 | Let's Face It            | Corista                   | Sin acreditar |
| 1944 | And the Angels Sing      | Chica con cigarrillo      | Sin acreditar |
| 1944 | Going My Way             | Taxista                   | Sin acreditar |
| 1944 | The Contender            | Rita Langdon              |               |
| 1944 | Hail the Conquering Hero | Cantante                  | Sin acreditar |
| 1944 | Hi, Beautiful            | Chica                     | Sin acreditar |
| 1944 | Practically Yours        | Empleada                  | Sin acreditar |
| 1945 | The Clock                | Chica                     | Sin acreditar |
| 1945 | Duffy's Tavern           | Enfermera                 | Sin acreditar |
| 1946 | Chick Carter, Detective  | Sherry Marvin             | Serial        |
| 1947 | Killer Dill              | Joan - Modelo             |               |
| 1947 | Bowery Buckaroos         | Katherine Briggs          |               |
| 1948 | Are You with It?         | Ann                       |               |
| 1948 | Blonde Ice               | Mimi Doyle                | Sin acreditar |
| 1949 | Bad Men of Tombstone     | Dolly Lane                |               |
| 1953 | Beat the Devil           |                           | Sin acreditar |
| 1958 | Street of Darkness       | Danielle Dubois           |               |